# Methodologischer Kollektivismus
Der methodologische Kollektivismus oder methodologische Holismus geht davon aus, dass individuelles Verhalten aus makrosoziologischen Erklärungen abgeleitet werden kann, und dass kollektive Phänomene wie das Verhalten gesellschaftlicher Gruppen nicht durch das Verhalten von Einzelnen erklärt werden können. Auf den höheren Ebenen (Makroebene) eines Systems gäbe es ganzheitliche Qualitäten, die nicht (gemäßigter: nicht vollständig) aus Elementen niederer Stufen (Mikroebene) ableitbar sind. "Das Ganze ist mehr als die Summe seiner Teile." In Ansätzen auf dieser Grundlage bilden kollektive Phänomene die unabhängige, erklärende Variable. Eine Variante des methodologischen Kollektivismus ist der von Karl Marx entwickelte dialektische Materialismus mit der Idee und dem berühmten Satz: „Es ist nicht das Bewusstsein der Menschen, das ihr Sein, sondern umgekehrt ihr gesellschaftliches Sein, das ihr Bewusstsein bestimmt.“ Dieser Satz ist eine Grundlage des Marxschen Denkens.
Gemäßigtere Varianten besagen, dass Sätze über gesellschaftliche Phänomene zumindest nicht vollständig aus Sätzen über individuelles Verhalten erklärt werden können, wie dies der methodologische Individualismus voraussetzt. Zur Überprüfbarkeit der Theorien auf der Makroebene sollen diese aber zumindest teilweise aus individuellem Verhalten abgeleitet werden können. Dabei wird das Verhalten der Einzelnen als interdependent gedacht, was, schon durch die hohe Komplexität solcher Systeme, zu nicht restlos erklärbaren, also neuen ganzheitlichen Qualitäten des Gesamtsystems führt.
Zu unterscheiden ist der methodologische Kollektivismus oder Holismus vom ontologischen Holismus. Dieser hat den Anspruch, Aussagen über das Sein (die wahre Realität) zu machen und besagt, dass es gesellschaftliche Totalitäten unabhängig vom Individuum gibt. Aus dieser Eigenschaft des Seins folgt, dass auch Kausalitätsbeziehungen wie wissenschaftliche Sätze, individuelles Handeln nur aus der Gesellschaft erklären können. Der methodologische Holismus ergibt sich als Konsequenz aus dem ontologischen Holismus. Dagegen konzentrieren sich Forscher auf Basis des methodologischen Kollektivismus nur aus methodischen Gründen auf die Makroperspektive zur Erklärung anthropologischer und soziologischer Phänomene. Sie wollen damit aber keine ontologische Festlegung, darüber wie "es" wirklich ist, vornehmen. Aus dem methodologischen Kollektivismus folgt nicht der ontologische Holismus.
Auf der Makroebene gibt es neben dem dialektischen Materialismus weitere Konzepte des methodologischen Kollektivismus, wie die Systemtheorie (Niklas Luhmann), den Strukturfunktionalismus (Talcott Parsons oder auch für die Politikwissenschaft David Easton) und die Autopoiese (Humberto Maturana, Francisco Varela). Die Gegenposition zum methodologischen Kollektivismus ist der methodologische Individualismus.